# Chilina
Famille
Genre
Répartition géographique
Synonymes
- Acyrogonia Mabille & Rochebrune, 1889
- Auricula (Chilina) Gray, 1828
- Diplicaria Rafinesque, 1833
- Dombeia d'Orbigny, 1837
- Dombeya
- Pseudochilina Dall, 1870

Chilina est un genre de mollusques gastéropodes, de l'infra-classe des Pulmonata et de l'ordre des Hygrophila et de la famille des Chilinidae. C'est l'unique genre, et donc le type, de sa famille.

## Espèces
Selon World Register of Marine Species (26 août 2024) :
- Chilina acuminata G. B. Sowerby II, 1874
- Chilina amoena E. A. Smith, 1882
- Chilina ampullacea G. B. Sowerby I, 1838
- Chilina angusta Philippi, 1860
- Chilina aurantia W. B. Marshall, 1924
- Chilina bullocki W. B. Marshall, 1933
- Chilina bulloides d'Orbigny, 1835
- Chilina campylaxis Pilsbry, 1911
- Chilina cuyana Gutiérrez Gregoric, Ciocco & Rumi, 2014
- Chilina dombeiana (Bruguière, 1789)
- Chilina elegans Frauenfeld, 1865
- Chilina falklandica Cooper & Preston, 1910
- Chilina fasciata (Gould, 1847)
- Chilina fischeri (Mayer-Eymar in Burckhardt, 1900) †
- Chilina fluminea (Maton, 1811)
- Chilina fuegiensis E. A. Smith, 1905
- Chilina fulgurata Pilsbry, 1911
- Chilina fusca Mabille, 1884
- Chilina gallardoi Castellanos & Miquel, 1981
- Chilina gibbosa G. B. Sowerby I, 1838
- Chilina globosa Frauenfeld, 1866
- Chilina guaraniana Castellanos & Miquel, 1980
- Chilina iguazuensis Gutiérrez Gregoric & Rumi, 2008
- Chilina lebruni Mabille, 1884
- Chilina lilloi Ovando & Gutiérrez Gregoric, 2012
- Chilina limnaeiformis Dall, 1870
- Chilina llanquihuensis W. B. Marshall, 1933
- Chilina luciae Gutiérrez Gregoric & de Lucía, 2016
- Chilina megastoma Hylton Scott, 1958
- Chilina mendozana Strobel, 1874
- Chilina minuta Haas, 1951
- Chilina monticola Strebel, 1907
- Chilina nervosa (Mabille & Rochebrune, 1889)
- Chilina neuquenensis W. B. Marshall, 1933
- Chilina nicolasi Gutiérrez Gregoric & de Lucía, 2016
- Chilina obovata (Gould, 1847)
- Chilina olivacea W. B. Marshall, 1924
- Chilina ovalis G. B. Sowerby I, 1838
- Chilina parchappii (d'Orbigny, 1835)
- Chilina parva Martens, 1868
- Chilina patagonica G. B. Sowerby II, 1874
- Chilina perrieri Mabille, 1884
- Chilina portillensis Hidalgo, 1880
- Chilina puelcha d'Orbigny, 1838
- Chilina pulchella d'Orbigny, 1835
- Chilina robustior G. B. Sowerby I, 1838
- Chilina rushii Pilsbry, 1896
- Chilina sanjuanina Gutiérrez Gregoric, Ciocco & Rumi, 2014
- Chilina santiagoi Gutiérrez Gregoric & de Lucía, 2016
- Chilina smithi Pilsbry, 1911
- Chilina stenostylops Parodiz, 1963 †
- Chilina strebeli Pilsbry, 1911
- Chilina subcylindrica G. B. Sowerby II, 1874
- Chilina tehuelcha d'Orbigny, 1837
- Chilina tenuis G. B. Sowerby I, 1838
- Chilina totoralensis Morton, 1998 †
- Chilina tucumanensis Castellanos & Miquel, 1980

## Publications originales
- Famille Chilinidae
  - (en) Dall, W. H. 1870. On the genus Pompholyx and its allies, with a revision of the Limnaeidae of authors. Annals of the Lyceum of Natural History of New York 9: 331–361, pl. 2.
- Genre Chilina
  - (en) Gray, J. E. (1828-1830). Spicilegia zoologica; or, original figures and short systematic descriptions of new and unfigured animals. Treüttel, Würtz & Co. & Wood. Parts I & II: part I, 1–8, pls. 1–6 (1 July 1828); part II, 9–12, pls. 7–11 (August 1830). [lire en ligne]